# Rafael Pedro XXI Minassian
Rafael Pedro XXI Minassian (em armênio/arménio:  Ռաֆայել Պետրոս ԻԱ. Մինասյան - Beirute, 24 de novembro de 1946) é um prelado libanês da Igreja Católica Armênia, atual e 21º Patriarca Católico Armênio da Cilícia.

## Biografia
Nascido em 24 de novembro de 1946 em Beirute, concluiu os estudos no Seminário Patriarcal de Bzommar, onde estudou entre 1958 e 1967 e estudou filosofia e teologia na Pontifícia Universidade Gregoriana entre 1967 e 1973. Fez o curso de especialização em psicopedagogia na Pontifícia Universidade Salesiana.
Em 24 de junho de 1973 foi ordenado sacerdote como membro do Instituto do Clero Patriarcal de Bzommar. De 1973 a 1982 foi pároco da Catedral Armênia de Beirute, de 1982 a 1984 Secretário do Patriarca João Pedro XVIII Kasparian, e de 1984 a 1989 foi o responsável pela fundação do complexo paroquial da Santa Cruz de Zalka, em Beirute.
De 1975 a 1989 foi Juiz do Tribunal Eclesiástico da Igreja Armênia em Beirute. Lecionou liturgia armênia na Universidade Saint-Esprit de Kaslik de 1985 a 1989 e em 1989 foi transferido para os Estados Unidos, onde trabalhou por um ano como pároco em Nova Iorque. Posteriormente, até 2003, ele foi pároco dos armênios católicos na Califórnia, Arizona e Nevada.
Desde 2004 dirige a Telepace Armenia, uma entidade de comunicação para os fiéis da qual é fundador. Em 2005 foi nomeado Exarca Patriarcal de Jerusalém e Amã para os Armênios. Em 24 de junho de 2011 foi nomeado Ordinário para os Fiéis Armênios Católicos da Europa Oriental, com a atribuição pelo Papa Bento XVI da sé titular de Cesareia da Capadócia dos Armênios e o título de arcebispo ad personam. Foi consagrado em 16 de julho do mesmo ano, na Catedral de São Gregório, o Iluminador de Beirute pelo patriarca Narses Pedro XIX Tarmouni, coadjuvado por Nechan Karakéhéyan, I.C.P.B., ordinário-emérito para os Fiéis Armênios Católicos da Europa Oriental e por Manuel Batakian, I.C.P.B., eparca-emérito da Igreja de Nossa Senhora de Nareg em Nova Iorque.
De 24 a 26 de junho de 2016, ele foi o anfitrião do Papa Francisco durante sua viagem apostólica à Armênia.
O Sínodo dos Bispos da Igreja Patriarcal da Cilícia dos Armênios, convocado pelo Papa Francisco em Roma entre os dias 22 e 23 de setembro de 2021, o elegeu como Patriarca Católico Armênio da Cilícia e presidente do Sínodo da Igreja Católica Armênia, além de arquieparca metropolita dos Armênios de Beirute, onde passou a usar o nome de Sua Beatitude Rafael Pedro XXI Minassian.